# Gyoji Matsumoto
Gyoji Matsumoto (松本 暁司, Matsumoto Gyoji, Saitama, 13 augustus 1934 – Saitama, 2 september 2019) was een Japans voetballer die als doelman speelde.
Hij kwam uit voor Urawa Red Diamonds. Later werd hij trainer en begeleidde onder meer Kozo Tashima.

## Japans voetbalelftal
Gyoji Matsumoto debuteerde in 1958 in het Japans nationaal elftal en speelde 1 interland.

## Statistieken
| Japans voetbalelftal | Japans voetbalelftal | Japans voetbalelftal |
| Jaar                 | Wed.                 | Dlp.                 |
| -------------------- | -------------------- | -------------------- |
| 1958                 | 1                    | 0                    |
| Totaal               | 1                    | 0                    |